# Iyuno Germany
Die Iyuno Germany GmbH, alternativ Iyuno-SDI Group Germany GmbH oder Iyuno Media Germany GmbH, ist ein deutsches Produktionsunternehmen für die Lokalisation internationaler Film- und Fernsehproduktionen, insbesondere deren Synchronisation. Sie ist ein Tochterunternehmen der 1974 gegründeten Iyuno, Inc. aus Burbank, California (USA), und entstand 2019 durch deren Erwerb der Berliner Synchron GmbH. Nach der Fusion des Mutterkonzerns mit der SDI Media Group 2021 lautete dessen Name Iyuno-SDI Group, seit 2022 aber wieder nur Iyuno.
Die Iyuno Germany beschäftigt derzeit (Stand 2024) über 90 festangestellte Mitarbeiter sowie mehr als 3000 Synchronschauspieler, Regisseure und Autoren. Sie verfügt über insgesamt 17 Aufnahmestudios und 5 Mischstudios an zwei Standorten in Berlin sowie 5 Aufnahmestudios und 3 Mischstudios in München, in denen jährlich mehr als 100 Filme und Serien synchronisiert werden.

## Geschichte der Berliner Synchron

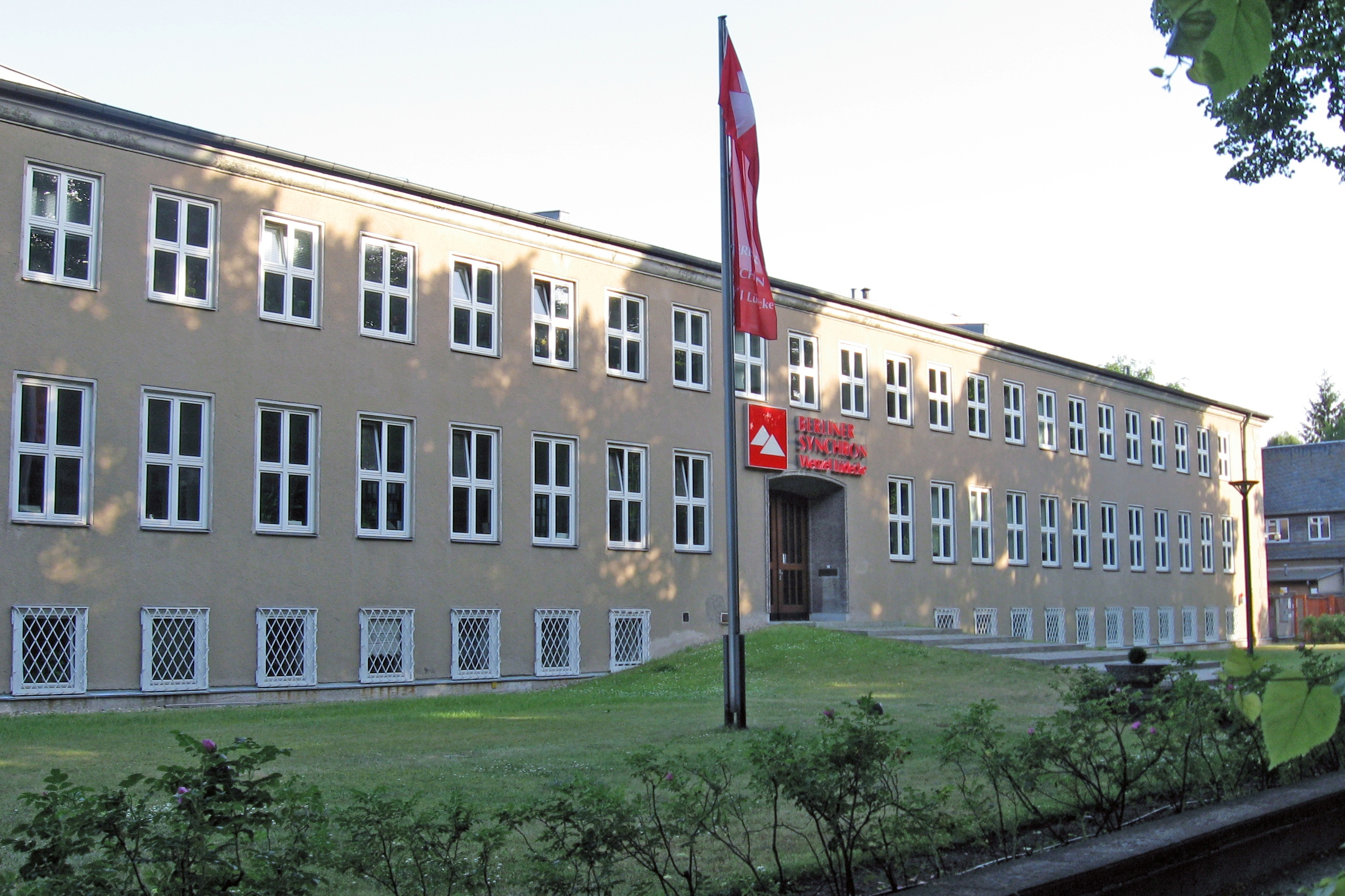
Das ehemalige Hauptgebäude der Berliner Synchron in Berlin-Lankwitz, abgerissen im März 2018

Die Berliner Synchron GmbH wurde am 14. Oktober 1949 von Wenzel Lüdecke in Berlin-Lankwitz gegründet, wo sie bis zum Umzug nach Berlin-Schöneberg im Frühjahr 2017 ansässig war. Im Jahr 1987 gab Lüdecke die Geschäftsführung an seinen Sohn Wolfram ab, der diese bis zur Übernahme durch die S&L Medien Gruppe innehatte. In ihrer Geschichte hat die Berliner Synchron mehr als 8000 deutschsprachige Filmfassungen hergestellt, darunter Produktionen wie Der dritte Mann, Psycho, Der Pate, Star-Wars Episode 1–6, Schindlers Liste, Forrest Gump, American Beauty oder Gladiator. Im Bereich der Fernsehserien war das Unternehmen z. B. für die Synchronfassungen von Kobra, übernehmen Sie, Die Bill Cosby Show und Breaking Bad verantwortlich.
Das Hauptgebäude an der Lankwitzer Mühlenstraße war die 1938 erbaute frühere Hauptfilmstelle der Luftwaffe, die nach dem Zweiten Weltkrieg von der Firma Mosaik-Film als Kopierwerk genutzt wurde. Wenzel Lüdecke mietete sich hier ein und übernahm im Jahre 1974 den gesamten Komplex.
Im Jahr 1972 gründete die Berliner Synchron gemeinsam mit der Kirch-Gruppe die Arena Synchron, die bis 1997 im selben Gebäude ansässig war und hauptsächlich Fernsehserien für die Kirch-Gruppe synchronisierte. Inzwischen ist das Unternehmen neben Kino- und Fernsehsynchronisationen auch im Corporate-Media-Bereich tätig.
Die Berliner Synchron GmbH wurde aus der börsennotierten Berliner Synchron AG ausgegliedert, die in Cinemedia AG umbenannt wurde und als Holding für die Berliner Synchron, die Akademie der Medien Berlin und die Edition M TV Produktion GmbH diente. Im August 2016 wurde die Berliner Synchron durch die S&L Medien Gruppe, München übernommen; gleichzeitig ging Wolfram Lüdecke in den Ruhestand.
Nach über 60 Jahren wurde im Jahr 2015 das historische Grundstück in Berlin-Lankwitz verkauft und das Unternehmen wechselte im Frühjahr 2017 an den EUREF-Campus in Berlin-Schöneberg.
Im November 2018 verkaufte die S&L Medien Gruppe ihre Anteile an die schwedische BTI Studios. BTI Studios ist seit Herbst 2019 Teil der Iyuno Media Group. Hauptinvestoren der IYUNO Media Group sind Altor, SoftBank Ventures Asia und Shamrock Capital (Investmentarm der Nachfahren von Roy E. Disney).

## Auszeichnungen
- 2009: Deutscher Preis für Synchron in der Kategorie Herausragend synchronisierte TV-Serie für Extras
- 2009: Liliput Preis für Herausragende Filmsynchronisation und Untertitelung des Films Willkommen bei den Sch’tis